# 高木玲
高木 玲（たかき りょう、1989年9月9日 - ）は、元東日本放送アナウンサー。

## 経歴・人物
東京都世田谷区出身。幼少時は福岡県や熊本県に住んでいた。
明治大学情報コミュニケーション学部卒業後、2013年東日本放送に入社。
入社以来、楽天担当。
中学時代はバスケットボール部、高校時代は軽音部、大学時代はアナウンス研究会に所属していた。
好きな歌手は椎名林檎と東京事変。尊敬する人は亀田誠治。
2019年3月に退職した。

## 過去の担当番組
- KHBニュース
- 突撃!ナマイキTV
- ナマイキサタデー
- 各種スポーツ中継、実況又は、レポーター。
- 燃えよ!EAGLES MC担当。